# Левятин
Левятин (укр. Лев'ятин) — село в Радивиловской городской общине Дубенского района Ровненской области Украины.
До 2020 года входило в Радивиловский район.
Население по состоянию на 2023 год составляло 422 человека. Население по переписи 2001 года составляло 423 человека.